# Kolla bataviae
Kolla bataviae är en insektsart som beskrevs av Bierman 1910. Kolla bataviae ingår i släktet Kolla och familjen dvärgstritar. Inga underarter finns listade i Catalogue of Life.